# Petit épeautre de Haute-Provence
Le petit épeautre de Haute-Provence et la farine issue de cette céréale sont tous deux protégés par une IGP (indication géographique protégée) depuis 2007 pour le premier et 2010 pour la seconde. 

## Histoire

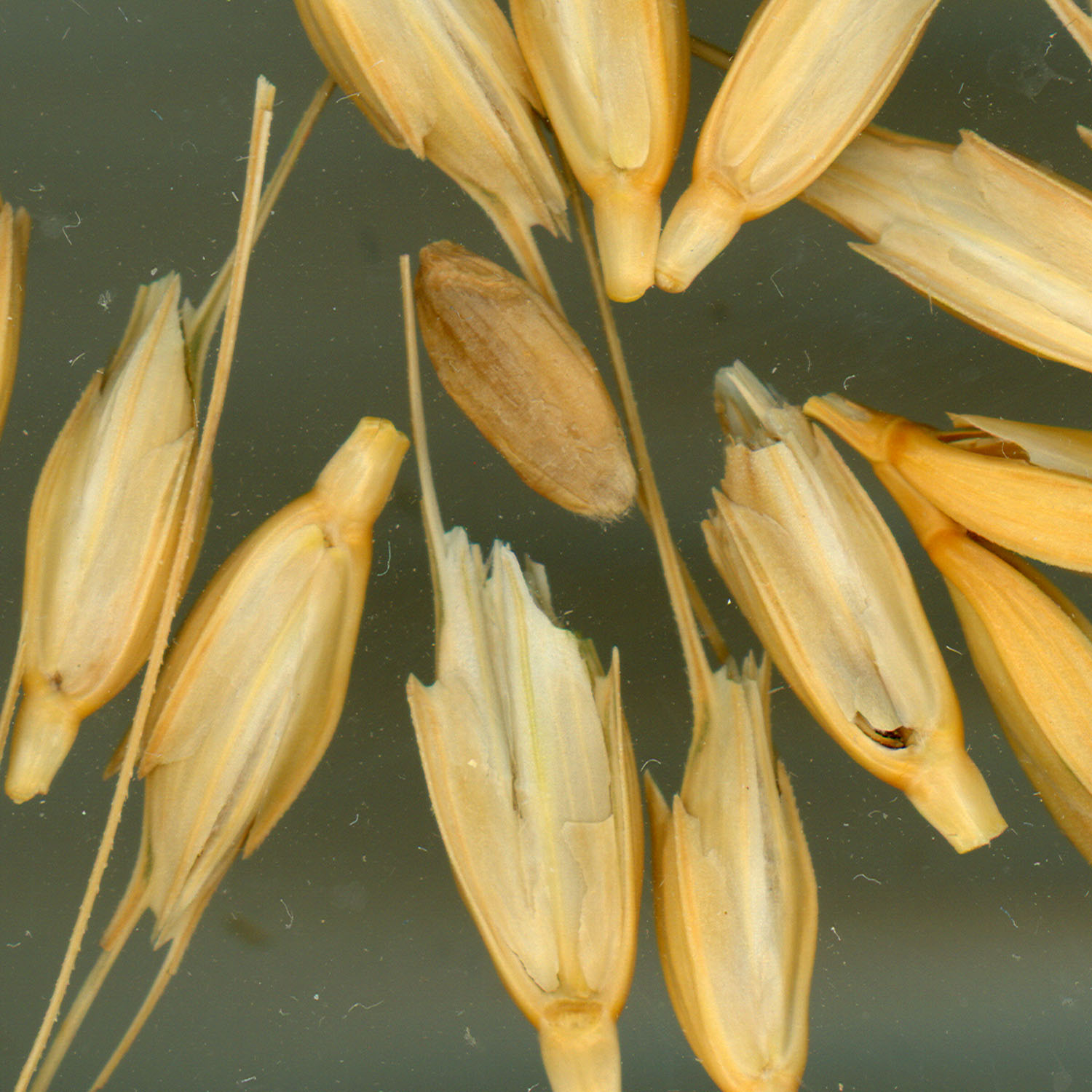
Grains de petit épeautre

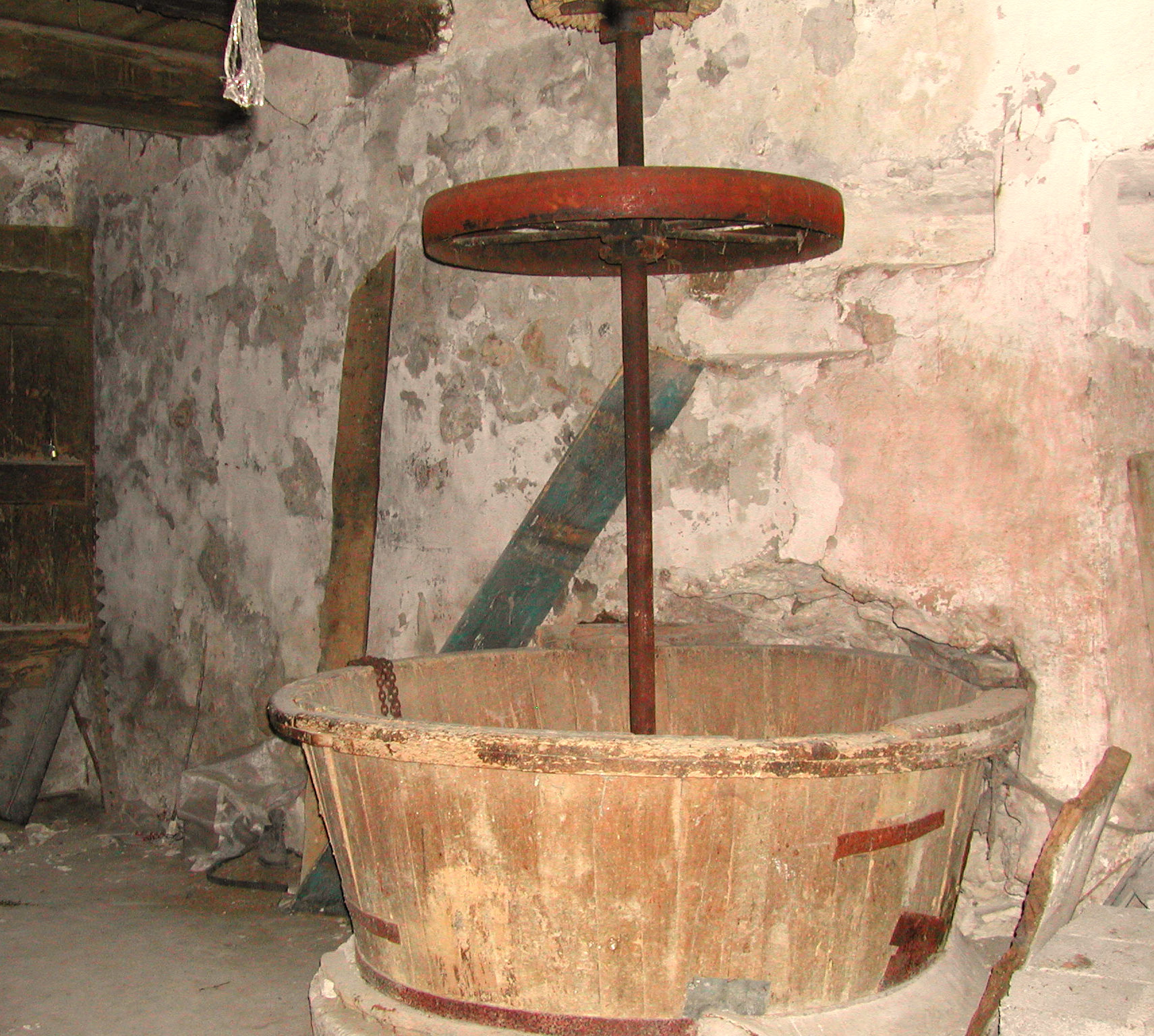
Cuve à décortiquer le petit épeautre à Reillanne

Le petit épeautre de Haute-Provence est une variété de céréale dont les traces remontent à 9000 avant notre ère. Cette céréale serait originaire de la partie occidentale de la Turquie. C'est de là, que le petit épeautre se serait répandu dans les montagnes du pourtour méditerranéen. Il fut consommé en abondance jusqu'à l'époque romaine où son pain était présenté aux époux lors du rite de la cumfarreatio (mariage très solennel). Plus avant, l'archéologie a montré que cette céréale était cultivée dans l'Égypte antique, elle est de plus mentionnée dans la Bible où il est précisé qu'elle était utilisée pour la fabrication de galette de pain. Selon Hildegarde de Bingen, qui vivait au XIIe siècle : « l'épeautre donne de l'entrain à ceux qui en mangent un peu chaque jour, et met la joie au cœur ».
Le petit épeautre fut abandonné par la suite au profit d'autres variétés de blés, notamment le froment, pour des raisons de rendement. La réintroduction significative de cette culture n'a eu lieu que dans les années 1990. Elle fut alors popularisée sous le nom de culture du blé gaulois, dénomination un peu usurpée puisque les Celtes consommaient surtout du millet.

## Caractéristiques

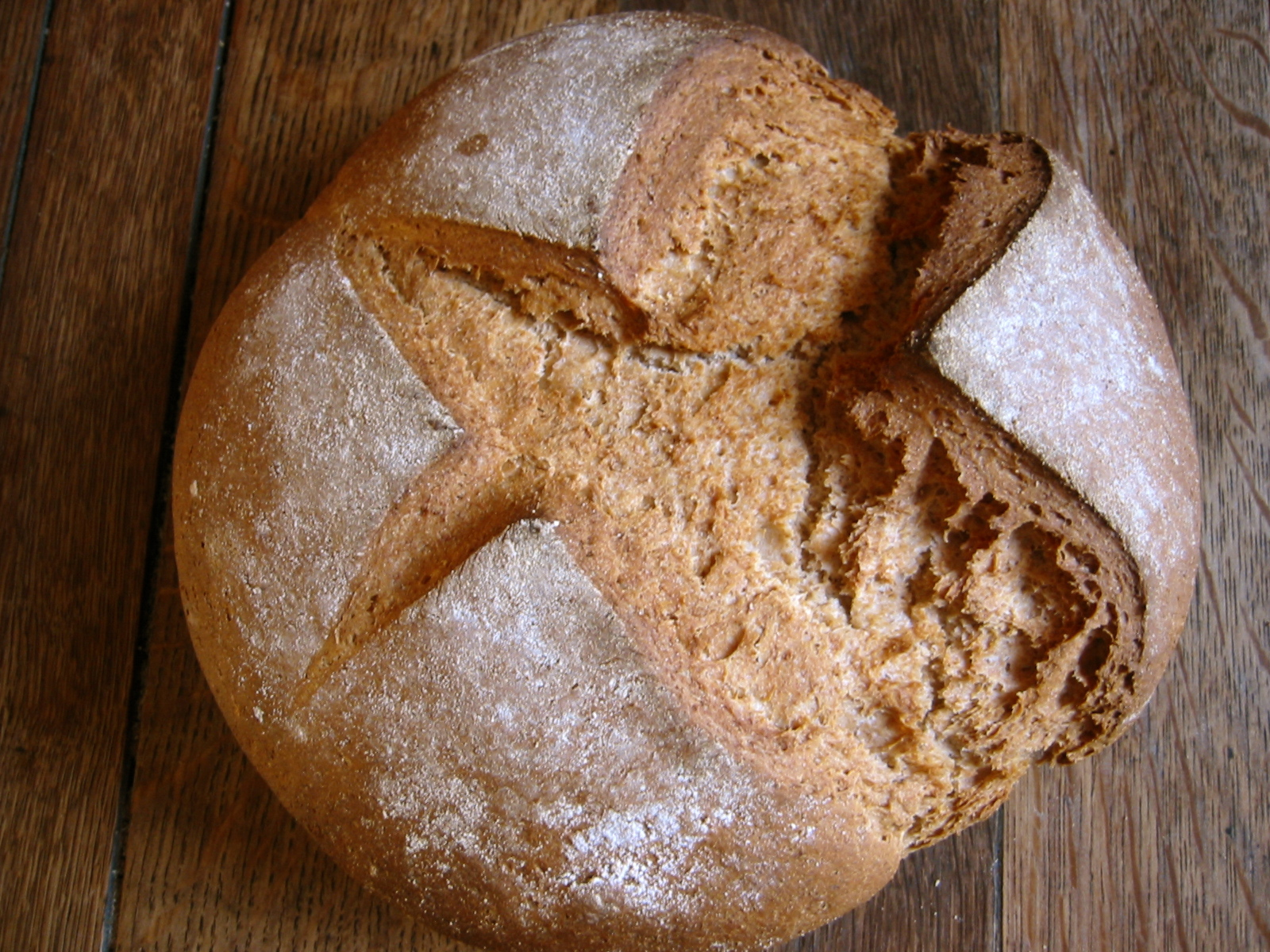
Pain d'épeautre

Particulièrement riche en lipides (3,5 g pour 100 grammes), protides (12,9 g pour 100 grammes) et glucides (72,7 g pour 100 grammes), le petit épeautre possède un haut rendement énergétique et calorique. De plus sa forte teneur en fibres en fait une bonne céréale complète pouvant être intégrée à une alimentation saine. Cette céréale possède moins de gluten que le blé tendre ; s'agissant toutefois d'une espèce de blé, sa consommation est déconseillée aux personnes atteintes de maladie cœliaque ou d'allergie au blé. En cuisine, elle peut remplacer avantageusement riz, pâtes ou d'autres types de blé. Enfin le petit épeautre, grâce à sa facilité de préparation, enrichit les salades, ainsi que les mets à base de légumes ou de viandes. La farine de petit épeautre entre plus généralement dans la fabrication du pain, des gâteaux et des pâtes.

## Conditions de production

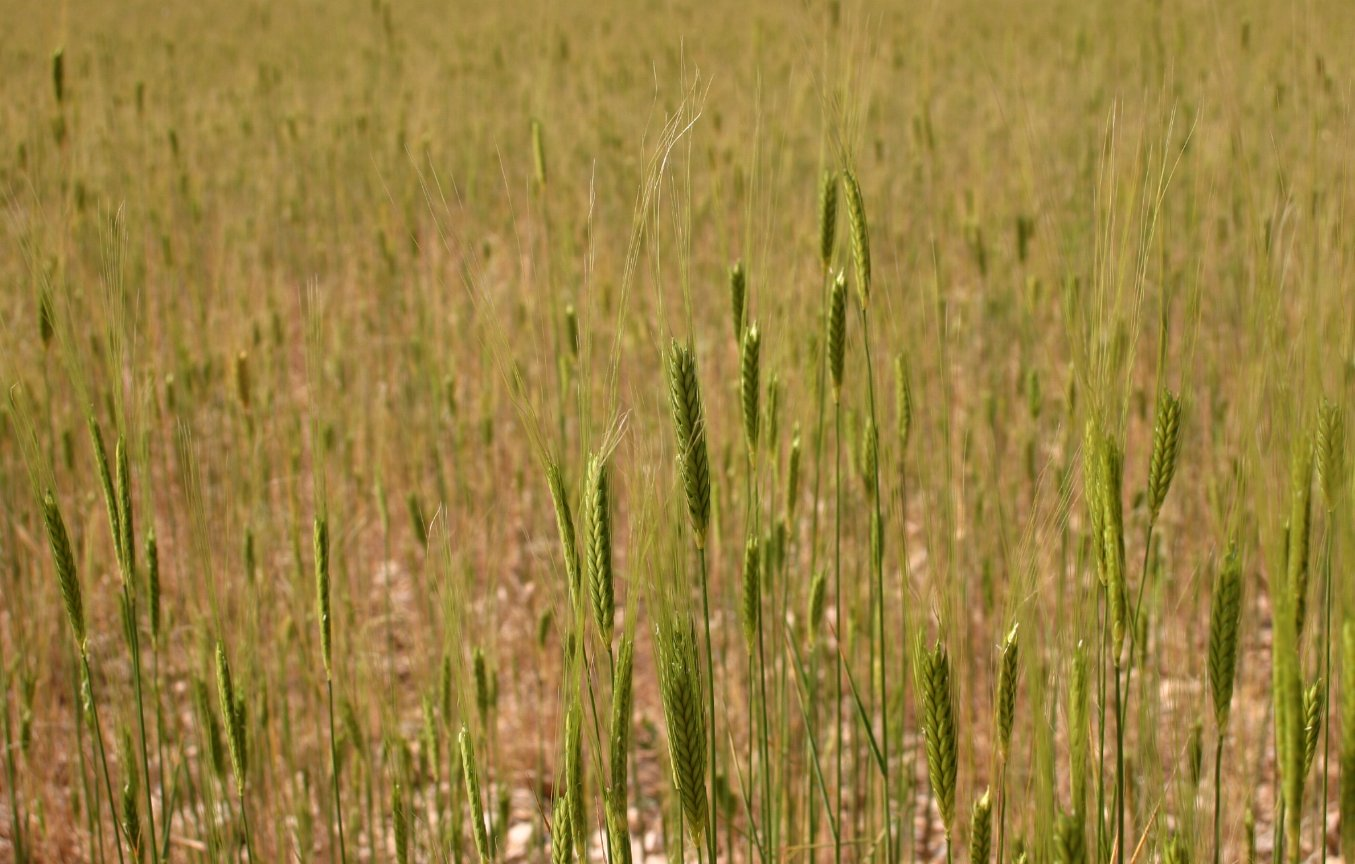
Champ de petit épeautre sur le plateau d'Albion

Cette production céréalière est particulièrement adaptée à des zones sèches, pauvres et calcaires situées à une altitude supérieure à 400 mètres. Celles-ci se rencontrent dans les Alpes provençales où le petit épeautre s'adapte aux conditions environnementales particulièrement rudes de ce secteur alpin. Là, sa culture y alterne avec celle de la lavande et des légumineuses avec lesquelles elle est en rotation. En dépit d'un cycle annuel d’environ 11 mois et d'une productivité réduite, sa capacité d'adaptation lui permet de compenser largement les difficultés de sa production. Le petit épeautre est semé mi-septembre et récolté mi-août. Plante rustique, il résiste aux maladies et ne nécessite pas de traitement pesticide. Sa productivité est limitée à 40 quintaux par hectare.

## Zone de production
La zone de reconnaissance des deux IGP petit épeautre de Haute-Provence et Farine de petit épeautre de Haute-Provence s'étend sur 235 communes des départements des Alpes-de-Haute-Provence, des Hautes-Alpes, de la Drôme et de Vaucluse. Dans ces quatre départements situés, en tout ou en partie, dans les Alpes provençales, ce sont une trentaine de producteurs,  qui produisent l'IGP. Ils se sont regroupés dans un Syndicat de producteurs dont le but est de « défendre, promouvoir et valoriser le petit épeautre de Haute-Provence. ».

## Sentinelle du goût et IGP

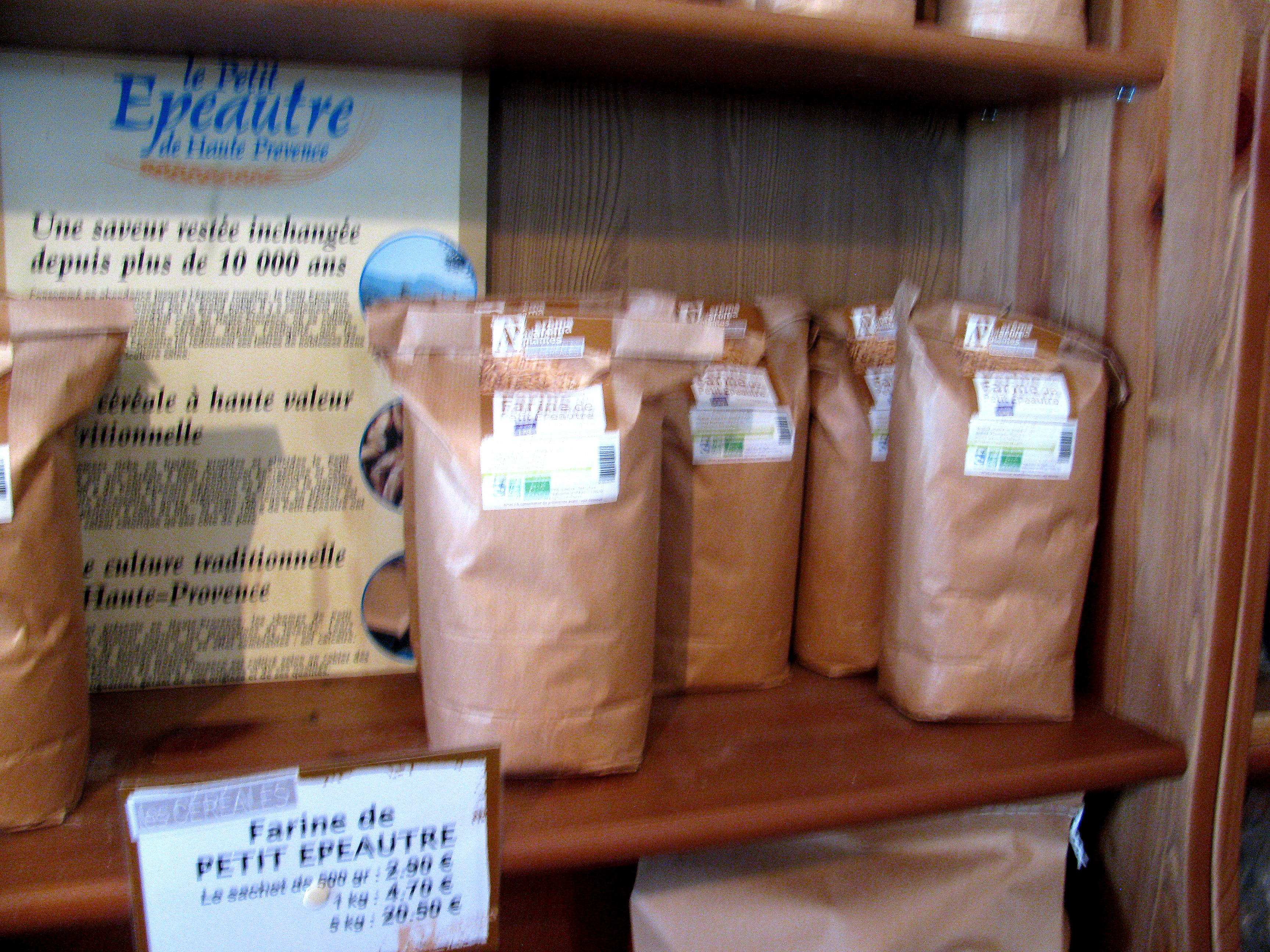
Farine de petit épeautre de Haute-Provence à Sault

Depuis 2005, le projet Sentinelle de Slow Food, qui a accueilli le petit épeautre de Haute-Provence dans ses rangs, a permis de faire apprécier, tant en France  qu'à l'international, cette céréale soit en grains, soit en farine. Slow Food, en tant qu'organisation internationale, a permis de faire reconnaître le petit épeautre. Cette reconnaissance est passée par une définition précise des qualités organoleptiques et sensorielles de cette céréale. Le second volet a été de susciter pour les producteurs des occasions d'échanges avec d'autres producteurs de céréales peu connues venus d'autres parties du monde. Cette démarche a permis de « redécouvrir et faire connaître au consommateur l'histoire et la qualité du petit épeautre de Haute-Provence », et à démontrer que gastronomiquement cette vieille céréale n'a rien à envier aux meilleures variétés industrielles récentes. 

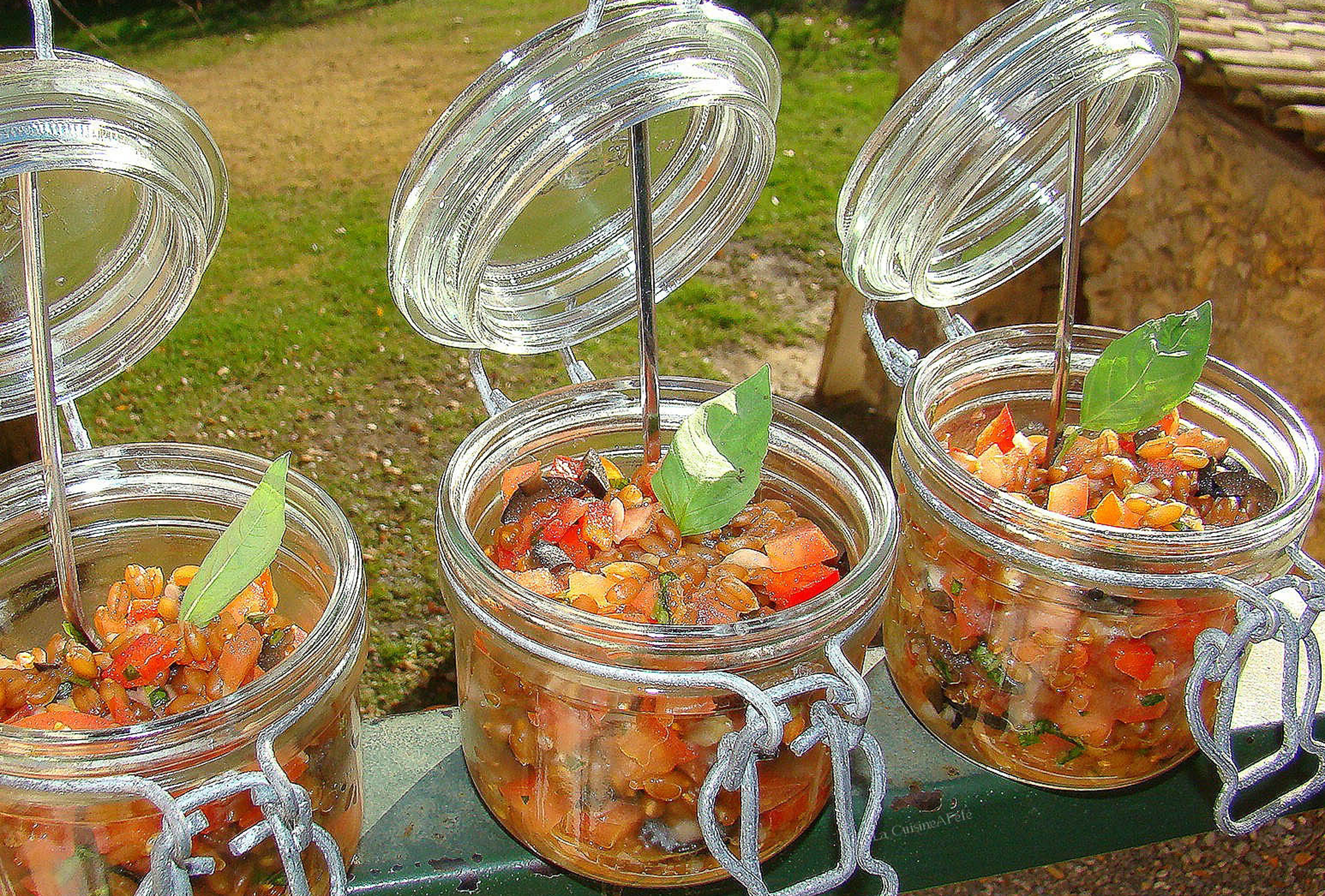
Taboulé de petit épeautre

L'IGP a été obtenue pour le grain en 2007, sur la base des conditions de production déterminées par le Syndicat des producteurs, qui est aussi un organisme de gestion, et depuis 2010 pour la farine. Pour obtenir la reconnaissance européenne, les producteurs ont rédigé un « cahier des charges rigoureux de production et de transformation basé sur un respect du mode de culture traditionnel et qui suit les critères de l'agriculture biologique ». Individuellement ou collectivement, ils promeuvent leur produit avec l'appui des restaurants de leur région et en participant aux foires et marchés locaux,. En moins de dix ans, le nombre d'adhérents organisés a doublé et ils ont récolté, en 2013, près de 150 tonnes de grain. Il est à souligner que chaque année, de nouveaux producteurs de petit épeautre, principalement en agriculture biologique, rejoignent l'organisation syndicale et participent au développement de cette production.